# Робер II де Бов
Робер II де Бов (ум. 1224) — пикардийский рыцарь, участник Четвертого крестового похода.

## Биография
Сын Робера I де Бов, брат Ангеррана де Бов и Гуго де Бов.
Участвовал в посольстве крестоносцев в Рим после взятия христианского города Задара в ноябре 1202 года по поводу отлучения от церкви (вместе с Жаном Нуайонским, Жаном Фриэзским и Нивелоном, епископом Суассонским). Но если остальные посланцы после успешного выполнения миссии вернулись к крестоносному войску для участия в штурме Константинополя, то Робер прямо из Рима поехал в Сирию. Умер в 1224 году.
Упоминается в хронике Робера де Клари «Завоевание Константинополя» и одноименной хронике Жоффруа де Виллардуэна.